# Hamilton Wright Mabie
Hamilton Wright Mabie, A.M., L.H.D., LL.D. (1846–1916) fue un ensayista, editor, crítico y profesor estadounidense.

## Biografía
Nació en Cold Spring, N. Y. en 1846. Mabie fue el hijo menor de Sarah Colwell Mabie, quien pertenecía a una familia adinerada escocesa-inglesa, y Levi Jeremiah Mabie, cuyos ancestros fueron escoceses- holandeses. Estuvieron entre los primeros inmigrantes a Nueva Amsterdam, Nuevos Países Bajos en 1647. Debido a oportunidades de negocio que surgieron con la apertura del Canal de Erie, su familia se mudó a Buffalo, New York cuando tenía edad para comenzar a asistir al colegio. A la edad de 16 pasó los exámenes de admisión a la universidad, pero esperó un año antes de asistir al Williams College (1867) y a la facultad de leyes de la Universidad de Columbia (1869).
Mientras asistía a Williams, Mabie fue miembro de la fraternidad Alpha Delta Phi, y sería el primer presidente de la Conferencia Interfraternal de Norte-América (conocida previamente como la conferencia nacional interfraternal).
Recibió títulos honorarios de su alma mater, del Union College, de las universidades Western Reserve y Washington Lee. Aunque pasó sus exámenes de reválida en 1869, detestaba el estudio y la práctica de la ley. En 1876 se casó con Jeanette Trivett. En el verano de 1879 fue contratado para trabajar en la revista semanal Christian Union (que luego cambió de nombre a The Outlook en 1893), una asociación que duró hasta su fallecimiento.
En 1884, Mabie fue ascendido al puesto de editor asociado de la Christian Union y luego elegido al club de autores, entre cuyos miembros se contaban hombres de buena reputación como George Cary Eggleston, Richard Watson Gilder, Brander Matthews y Edmund Clarence Stedman.
Muchos de los libros de Mabie se encuentran disponibles en inglés en el Proyecto Gutenberg.
Mabie residió en Summit, Nueva Jersey

## Algunas publicaciones
- Norse Stories, Retold from the Eddas (1882)

- Nature in New England (1890)

- My Study Fire (2 series, 1890 & 1894)

- In the Forest of Arden (1891)

- Short Studies in Literature (1891)

- Under the Trees and Elsewhere (1891)

- Essays in Literary Interpretation (1892)

- Essays on Nature and Culture (1896)

- Essays on Books and Culture (1897)

- Essays on Work and Culture (1898)

- The Life of the Spirit (1899)

- William Shakespeare, Poet, Dramatist, and Man (1900)

- A Child of Nature (1901) publicó Dodd, Mead & Co.

- Works and Days (1902)

- Parables of Life (1902)

- Famous Stories Every Child Should Know (1903)

- In Arcady (1903) publicó Dodd, Mead & Co.

- Backgrounds of Literature (1904)

- Fairy Tales Every Child Should Know (1905)

- Myths That Every Child Should Know (1905)

- Introduction to Notable Poems (1909)

- American Ideals, Character, and Life (1913)

- Japan To-Day and To-Morrow (1914)

## Frases célebres
“Bendito es el tiempo en que todo el mundo se dedica a una conspiración de amor”.
"No temas a la oposición. Recuerda, un papagayo no se eleva con el viento sino en su contra".